# Печинська
Печи́нська (болг. Печинска) — село в Смолянській області Болгарії. Входить до складу общини Мадан.

## Населення
За даними перепису населення 2011 року у селі проживали 43 особи.
Національний склад населення села:
| Національність   | Кількість осіб | Відсоток |
| ---------------- | -------------- | -------- |
| турки            | 24             | 80,0%    |
| болгари          | 4              | 13,3%    |
| Всього відповіли | 30             |          |

Розподіл населення за віком у 2011 році:
Динаміка населення: